# Wim De Craene
Willem Marcel (Wim) De Craene (Gent, 30 juli 1950 – aldaar, 14 september 1990) was een Belgisch zanger, tekstschrijver en componist, vaak ingedeeld onder kleinkunst, ofschoon hij ook met popmuziek en andere stijlen experimenteerde. Zijn bekendste liedjes zijn waarschijnlijk "Tim", "Rozane", "Breek uit jezelf" en "Mensen van 18", een duet met Della Bosiers.

## Biografie

### Jeugd
Wim De Craene werd geboren als vierde kind in een katholiek gezin met zeven kinderen (vier jongens, drie meisjes) in Gent, maar groeide op in Melle waar hij actief lid was in de plaatselijke jeugdbeweging. Op zestienjarige leeftijd begon hij rond te trekken. Hij studeerde verpleegkunde en toneel, maar brak zijn studie voortijdig af. Met de inkomsten die hij als schoorsteenveger en biertapper verdiende, kocht De Craene zijn eerste gitaar. Daarbij kocht hij het "Praktisch handboekje voor gitaar en ukulele" van Nonkel Bob om zijn gitaarspel eigen te maken. In 1968 (18-jarige leeftijd) maakte hij deel uit van de Vlaamse folkgroep Ja uit Wetteren en werd zo ontdekt door Miel Cools.
Op achttienjarige leeftijd trok hij naar Amsterdam om dichter bij zijn mentor Ramses Shaffy te kunnen wonen. Shaffy liet hem optreden in het café chantant 't Cloppertjen en als blijk van dank en bewondering noemde De Craene in 1974 zijn eigen zoon Ramses.

### Succesperiode
Het jaar 1975 was zijn succesvolste jaar als artiest. "Tim" (van zijn album Alles is nog bij het oude), "Rozane" (uit zijn album Brussel) en zijn duet met Della Bosiers, "Mensen van 18", werden hits.
De Craene liet zich voor de onderwerpen van zijn liedjes vooral inspireren door mensen die hij kende. Omdat hij vond dat mensen zich meer aangesproken zouden voelen wanneer hij veel voorkomende voornamen gebruikte, kregen veel van zijn nummers titels als "Tim", "Marieke", "Kristien", "Elke", "Rikky" of "Marcellino". Niet al deze nummers gaan over mensen die die naam dragen. "Tim" gaat bijvoorbeeld over zijn pasgeboren zoon, Ramses, maar omdat die naam minder goed in de melodie paste, gebruikte De Craene de voornaam van de zoon van een van zijn beste vrienden. "Rozane" werd geschreven voor ex-vriendin Chris Thys, nu als actrice vooral bekend in haar rol van de ex-vrouw van Witse.
In 1977 schreef De Craene zijn eerste musical, Help, ik win een miljoen.

### Afname populariteit
De Craene werd in de tweede helft van de jaren zeventig steeds minder populair. In 1978 organiseerde hij in Wetteren een prestigieus concert om zijn nieuwe album Wim De Craene is ook nooit weg te promoten, maar er kwamen amper 70 mensen op af. De zanger probeerde later steeds meer onder het stigma "kleinkunst" uit te komen en experimenteerde met andere muzikale stijlen zoals pop, rock, klassiek en disco. Op het album Perte Totale uit 1980 vermengde hij rock, ballads en elektronische muziek. Later in dat decennium liet hij zich ook door new wave inspireren. Helaas was een groot deel van deze experimenten niet populair en veel ervan worden over het algemeen als mislukkingen gezien. De experimenten die wél werkten worden nog altijd gekoesterd door zijn bewonderaars.
Toch voelde De Craene zich miskend. In 1981 scheidde hij ook nog eens van zijn vrouw. Op zoek naar erkenning en succes nam hij tweemaal deel aan de preselectie van het Eurovisiesongfestival: in 1981 met de groep Perte Totale en het nummer "Compagnie verliefd" en in 1983 als soloartiest met het nummer "Kristien". In de tumultueuze finale van 1983, gewonnen door Pas De Deux, werd hij derde.
De hit "Breek uit jezelf" betekende in 1987 eventjes een nieuwe start, maar hij verkocht nadien nog steeds weinig platen. In 1988 schreef hij wel nog zijn tweede musical, Jan de Lichte.

### Zelfdoding

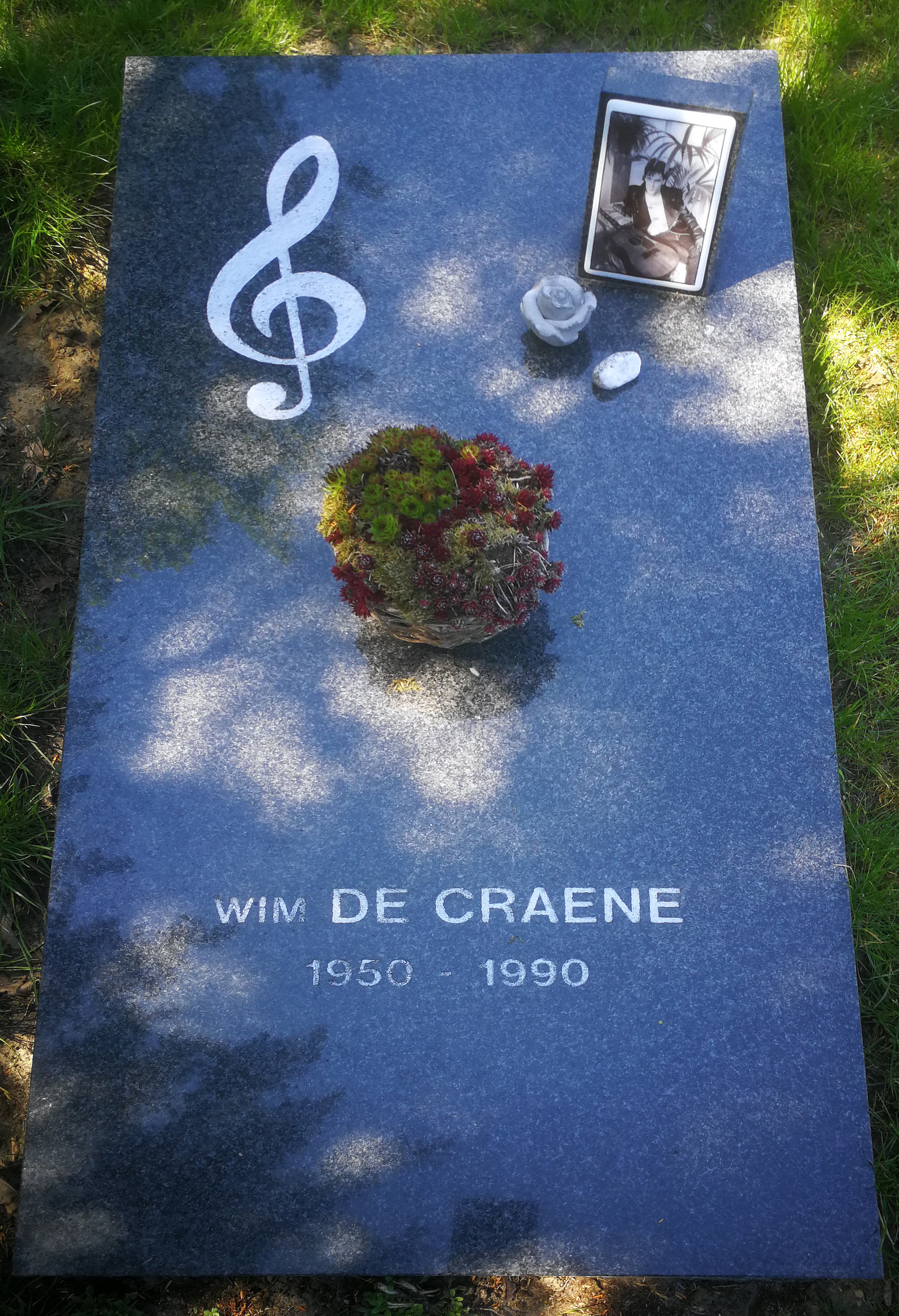
Het graf van Wim De Craene te Melle

Op 14 september 1990 overleed De Craene in zijn appartement op de Hubert Frère-Orbanlaan te Gent aan de gevolgen van een overdosis geneesmiddelen. Algemeen wordt aangenomen dat hij zelfdoding pleegde uit liefdesverdriet vanwege een verbroken relatie.
Ramses De Craene merkte op dat zijn vader nooit kerkelijk begraven wou worden, maar op verzoek van de familie en voor de fans gebeurde dit toch. Willem Vermandere was aanwezig en hield een toespraak. Dimitri van Toren, een vriend van De Craene, schreef onder de titel Wim De Craene een prachtig eerbetoon. Marijn Devalck maakte begin jaren 2000 het lied Voor Wim. Het graf van Wim De Craene bevindt zich in Melle op de begraafplaats bij de dorpskerk.

### Na zijn dood

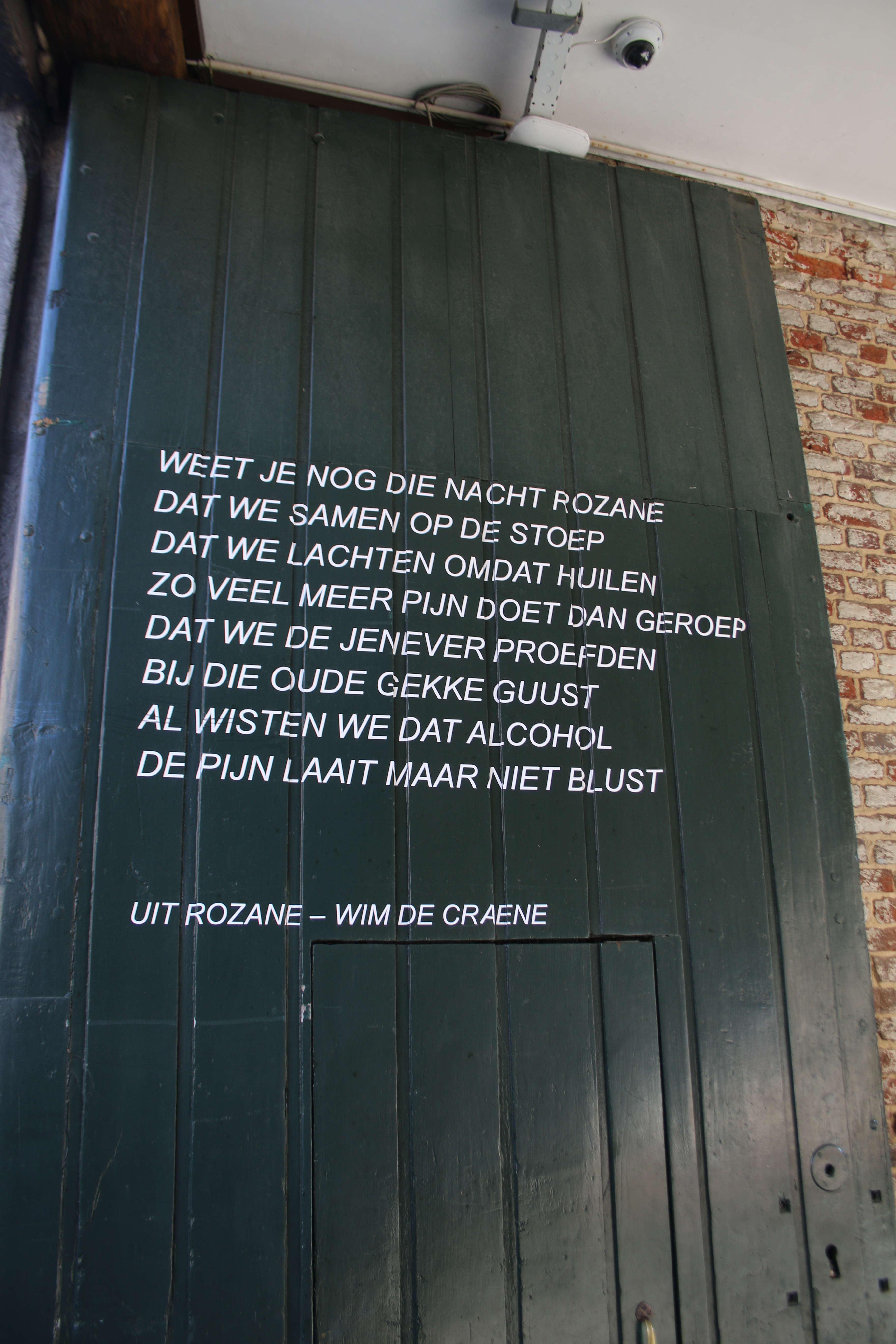

Wim De Craene kreeg na zijn dood meer erkenning dan tijdens zijn leven. Zijn liedjes worden nog steeds veel gedraaid en nummers als "De kleine man", "Tim", "Rozane", "Mensen van 18" en "Breek uit jezelf" worden vandaag erkend als klassiekers. In de jaarlijkse eindejaarshitparade 100 op 1 op Radio 1, waarbij luisteraars hun favoriete Belgische muziek kunnen kiezen, staan "Rozane" en "Tim" al sinds de eerste editie uit 2002 hoog genoteerd. "Tim" heeft zelfs nog nooit de top 10 verlaten.
In het najaar van 2010 verscheen de verzamel-cd Back to Back, met daarop liedjes van Wim en van Boudewijn de Groot. In december 2010 ontving Wims zoon Ramses De Craene een gouden plaat voor de verkoop van meer dan 10.000 exemplaren. In 2004 werd zijn nummer "Kristien" opgenomen in de eregalerij van de Vlaamse klassiekers van Radio 2. Op 4 februari 2016 werd zijn nummer "Rozane" opgenomen in de eregalerij van de Vlaamse Klassiekers van Radio 2.
Op 23 april 2018 werd hij verkozen tot "Grootste Mellenaar"
In 2024 heeft de gemeente Wetteren het Wim De Craeneplein ingehuldigd.

### Zo is er maar één
In 2007, in het tweede seizoen van het VRT-programma Zo is er maar één, werd "Rozane", gezongen door Andrea Croonenberghs, uitgekozen tot "mooiste lied over vrouwen". Het lied won ook met voorsprong de eerste halve finale op 16 maart. In de finale moest "Rozane" de overwinning laten aan "Ik mis je zo", origineel van Will Tura en in het programma vertolkt door Udo.
In 2009 werd "Tim" opnieuw uitgekozen tot beste Nederlandstalige nummer in de categorie 'Er Was Eens'. Hiphopartiest Maesland zette het nummer om in een rapnummer en kreeg door zijn originaliteit de Wildcard van Bart Peeters.

### Op de Lage Landenlijst
| 2021 | 2020 | 2019 | 2018 | 2017 | 2016 | Lied          |
| ---- | ---- | ---- | ---- | ---- | ---- | ------------- |
| 6    | 5    | 5    | 7    | 18   | 9    | Tim           |
| 11   | 12   | 14   | 16   | 31   | 37   | Rozane        |
| 65   |      |      | 87   | 91   | 78   | Mensen van 18 |

### Hitnoteringen
| Single met hitnotering(en) in de Vlaamse Ultratop 50 | Datum van verschijnen | Datum van binnenkomst | Hoogste positie | Aantal weken | Opmerkingen |
| ---------------------------------------------------- | --------------------- | --------------------- | --------------- | ------------ | ----------- |
| Kristien                                             | 1983                  | 29-10-1983            | 40              | 2            |             |

| Album met hitnotering(en) in de Vlaamse Ultratop 200 albums | Datum van verschijnen | Datum van binnenkomst | Hoogste positie | Aantal weken | Opmerkingen                   |
| ----------------------------------------------------------- | --------------------- | --------------------- | --------------- | ------------ | ----------------------------- |
| Back to back                                                | 2010                  | 06-11-2010            | 11              | 18           | met Boudewijn de Groot / Goud |
| Integraal                                                   | 09-03-2015            | 11-04-2015            | 33              | 23           |                               |

## Discografie

### Studio Albums
- Wim De Craene (1973)
- Brussel (1975)
- Alles is nog bij het oude (1975)
- Wim De Craene ... is ook nooit weg (1977)
- Perte Totale (1980)
- Een Vinger In De Pap (1982),  samen met zangeres Viona Westra
- Kraaknet (1983)
- Via Dolorosa (1988)

### Compilatiealbums
- The World Of Wim De Craene (1979)
- Het Beste Van... Wim De Craene (1990)
- Back to back (2010)
- Integraal (2015)

### Live Album
- Live 78 (2020),  opgenomen in Sterrebeek op 19 mei 1978 voor het BRT radio-programma "Dorp Bij De Stad'", uitgebracht op LP, CD en diverse muziek streamingdiensten.

### Singles
- "Recht naar de kroegen en de wijven" (1970)
- "Portret van gisteren" (1970)
- "De kleine man" (1974), een geüpdatete cover van Louis Davids hit uit 1929
- "Rozane/Sara" (1975)
- "Marcellino" (1976)
- "Help ik win een miljoen" (1978), samen gezongen met actrice Mia Grijp
- "St. Tropez" (1980)
- "Ravage" (1980)
- "Hoor" (1982)
- "Ik kan geen kikker van de kant afduwen" (1982)
- "Het exuberante leven van Leentje De Vries" (1982)
- "Kristien" (1983)
- "Rikky" (1983)
- "Laat me met je meegaan" (1983)
- "Breek uit jezelf" (1987)
- "Vrijwillig" (1988)
- "Onderweg naar Kerstmis" (1989)
- "Leen" (1990)
- "Enkel in een broekje" (1990)
- "Winter in Brussel" (1997)
- "Enkel in een broekje '99" (1999)
- "Tim" (2019)

## Trivia

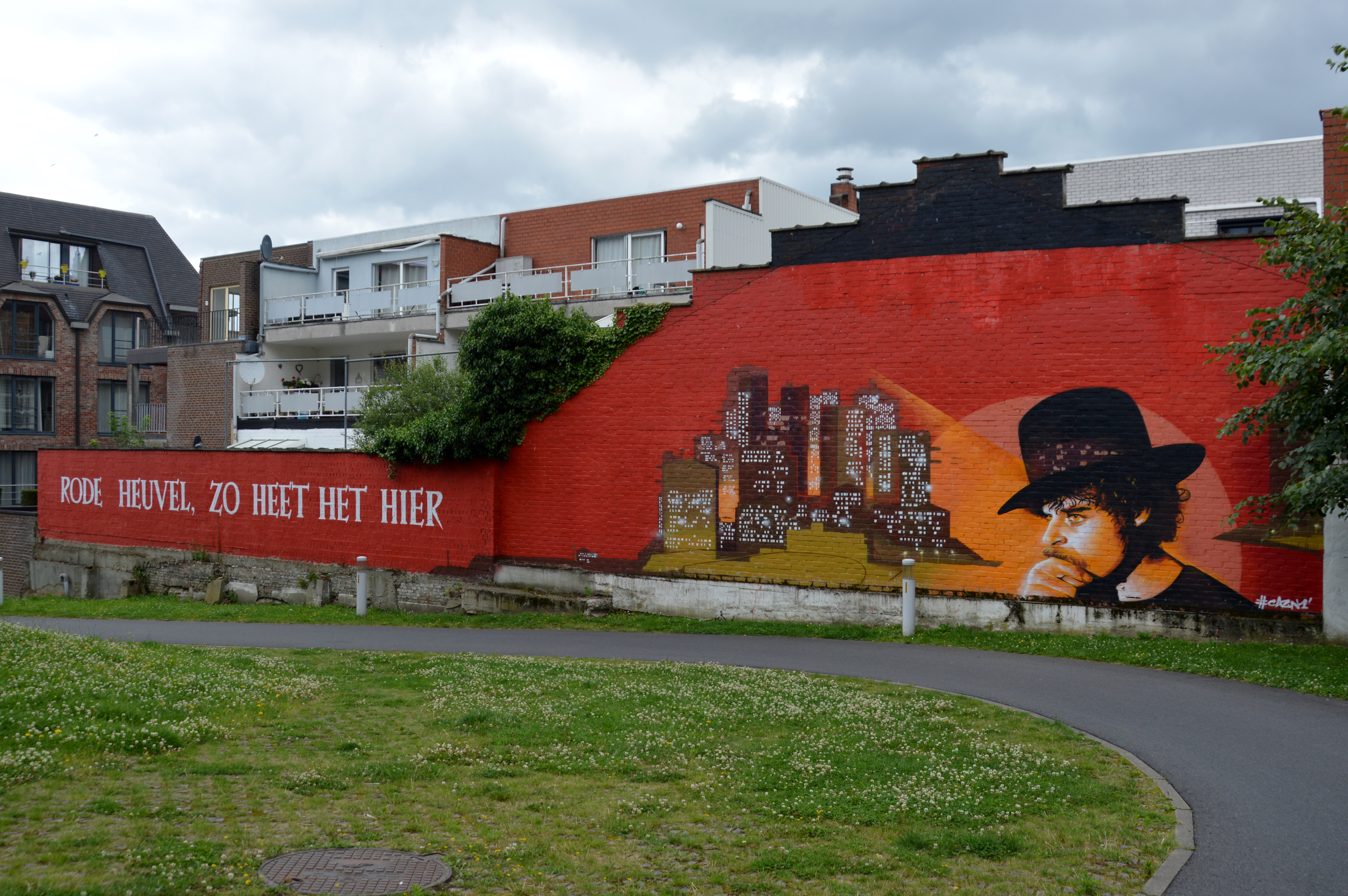
Muurschildering van Cazn uit 2022, met de beeltenis van De Craene en de tekst "Rode heuvel, zo heet het hier", aan de Rode Heuvel in Wetteren.

- De Craene ontvangt postuum de Gouden Award in 2010.[4]
- In Wetteren werd een plein naar De Craenes liedje Rode Heuvel genoemd.[5][6]
- Begin 2022 verscheen vlak bij dit plein een graffitikunstwerk ter ere van De Craene.[7]
- In Gent kreeg een buurttuin in het Prinsenhof de naam Rozanetuin.[8]
- De Golden Lifetime Award, uitgereikt in Aarschot gaat in 2022 naar De Craene.[9]

## Voetnoten
- (en)   Wim De Craene in de Internet Movie Database
- radiowinfail.wordpress.com - Radiodocumentaire over Wim De Craene, gemaakt door Arnout Bracke (Studio Brussel) (niet meer raadpleegbaar)
- http://www.wimdecraene.net

1. ↑  Wim De Craene. VivaVlaanderen. Geraadpleegd op 20 maart 2021.
2. ↑  "Officiële website van Wim De Craene"
3. ↑  https://www.nieuwsblad.be/cnt/dmf20180422_03477339
4. ↑  Postume Gouden Award voor Wim De Craene. Knack.be (26 July 2023).
5. ↑  Rode Heuvel officieel geopend: een nieuw plein met een nieuw gemeentehuis. www.nieuwsblad.be. Geraadpleegd op 18 mei 2021.
6. ↑  Wim De Craene/Rode Heuvel. users.telenet.be. Gearchiveerd op 18 mei 2021. Geraadpleegd op 18 mei 2021.
7. ↑  VRT NWS, Graffiti-artiest Cazn verrast Wetteren met portret van zanger Wim De Craene: "Eerbetoon 30 jaar na dood". vrtnws.be (18 februari 2022). Geraadpleegd op 8 juni 2022.
8. ↑  Van Bost, An, Gents parkje zonder naam wordt Rozanetuin, naar het bekende nummer van zanger Wim De Craene. Geraadpleegd op 23 mei 2022.
9. ↑  Wim De Craene. wimdecraene.net. Geraadpleegd op 6 January 2023.

- MusicBrainz: 9c5e89b8-16d7-4690-ac9b-6f42980da0d2